# Vakantiehits 2
Het album Vakantiehits 2 is het derde verzamelalbum van K3.
Op het album staan 10 nummers. In de Nederlandse Album Top 100 stond het album op plaats nummer 57. Het album stond 13 weken in de Album Top 100. In de Vlaamse Ultratop 50 kwam het album niet binnen.

## Tracklist
1. Oya lélé
2. Alle kleuren
3. De Revolutie
4. Ya Ya Yippee
5. Feest
6. Superhero
7. Mama's en Papa's
8. Borst Vooruit
9. Yeke Yeke
10. Prinses

## Hitnotering

### NederlandseAlbum Top 100
| Hitnotering: (Week 1 t/m 2) 06-06-2009 t/m 13-06-2009 Hitnotering: (Week 3 t/m 7) 25-07-2009 t/m 22-08-2009 Hitnotering: (Week 8 t/m 9) 05-09-2009 t/m 12-09-2009 Hitnotering: (Week 10 t/m 13) 03-10-2009 t/m 24-10-2009 | Hitnotering: (Week 1 t/m 2) 06-06-2009 t/m 13-06-2009 Hitnotering: (Week 3 t/m 7) 25-07-2009 t/m 22-08-2009 Hitnotering: (Week 8 t/m 9) 05-09-2009 t/m 12-09-2009 Hitnotering: (Week 10 t/m 13) 03-10-2009 t/m 24-10-2009 | Hitnotering: (Week 1 t/m 2) 06-06-2009 t/m 13-06-2009 Hitnotering: (Week 3 t/m 7) 25-07-2009 t/m 22-08-2009 Hitnotering: (Week 8 t/m 9) 05-09-2009 t/m 12-09-2009 Hitnotering: (Week 10 t/m 13) 03-10-2009 t/m 24-10-2009 | Hitnotering: (Week 1 t/m 2) 06-06-2009 t/m 13-06-2009 Hitnotering: (Week 3 t/m 7) 25-07-2009 t/m 22-08-2009 Hitnotering: (Week 8 t/m 9) 05-09-2009 t/m 12-09-2009 Hitnotering: (Week 10 t/m 13) 03-10-2009 t/m 24-10-2009 | Hitnotering: (Week 1 t/m 2) 06-06-2009 t/m 13-06-2009 Hitnotering: (Week 3 t/m 7) 25-07-2009 t/m 22-08-2009 Hitnotering: (Week 8 t/m 9) 05-09-2009 t/m 12-09-2009 Hitnotering: (Week 10 t/m 13) 03-10-2009 t/m 24-10-2009 | Hitnotering: (Week 1 t/m 2) 06-06-2009 t/m 13-06-2009 Hitnotering: (Week 3 t/m 7) 25-07-2009 t/m 22-08-2009 Hitnotering: (Week 8 t/m 9) 05-09-2009 t/m 12-09-2009 Hitnotering: (Week 10 t/m 13) 03-10-2009 t/m 24-10-2009 | Hitnotering: (Week 1 t/m 2) 06-06-2009 t/m 13-06-2009 Hitnotering: (Week 3 t/m 7) 25-07-2009 t/m 22-08-2009 Hitnotering: (Week 8 t/m 9) 05-09-2009 t/m 12-09-2009 Hitnotering: (Week 10 t/m 13) 03-10-2009 t/m 24-10-2009 | Hitnotering: (Week 1 t/m 2) 06-06-2009 t/m 13-06-2009 Hitnotering: (Week 3 t/m 7) 25-07-2009 t/m 22-08-2009 Hitnotering: (Week 8 t/m 9) 05-09-2009 t/m 12-09-2009 Hitnotering: (Week 10 t/m 13) 03-10-2009 t/m 24-10-2009 | Hitnotering: (Week 1 t/m 2) 06-06-2009 t/m 13-06-2009 Hitnotering: (Week 3 t/m 7) 25-07-2009 t/m 22-08-2009 Hitnotering: (Week 8 t/m 9) 05-09-2009 t/m 12-09-2009 Hitnotering: (Week 10 t/m 13) 03-10-2009 t/m 24-10-2009 | Hitnotering: (Week 1 t/m 2) 06-06-2009 t/m 13-06-2009 Hitnotering: (Week 3 t/m 7) 25-07-2009 t/m 22-08-2009 Hitnotering: (Week 8 t/m 9) 05-09-2009 t/m 12-09-2009 Hitnotering: (Week 10 t/m 13) 03-10-2009 t/m 24-10-2009 | Hitnotering: (Week 1 t/m 2) 06-06-2009 t/m 13-06-2009 Hitnotering: (Week 3 t/m 7) 25-07-2009 t/m 22-08-2009 Hitnotering: (Week 8 t/m 9) 05-09-2009 t/m 12-09-2009 Hitnotering: (Week 10 t/m 13) 03-10-2009 t/m 24-10-2009 | Hitnotering: (Week 1 t/m 2) 06-06-2009 t/m 13-06-2009 Hitnotering: (Week 3 t/m 7) 25-07-2009 t/m 22-08-2009 Hitnotering: (Week 8 t/m 9) 05-09-2009 t/m 12-09-2009 Hitnotering: (Week 10 t/m 13) 03-10-2009 t/m 24-10-2009 | Hitnotering: (Week 1 t/m 2) 06-06-2009 t/m 13-06-2009 Hitnotering: (Week 3 t/m 7) 25-07-2009 t/m 22-08-2009 Hitnotering: (Week 8 t/m 9) 05-09-2009 t/m 12-09-2009 Hitnotering: (Week 10 t/m 13) 03-10-2009 t/m 24-10-2009 | Hitnotering: (Week 1 t/m 2) 06-06-2009 t/m 13-06-2009 Hitnotering: (Week 3 t/m 7) 25-07-2009 t/m 22-08-2009 Hitnotering: (Week 8 t/m 9) 05-09-2009 t/m 12-09-2009 Hitnotering: (Week 10 t/m 13) 03-10-2009 t/m 24-10-2009 | Hitnotering: (Week 1 t/m 2) 06-06-2009 t/m 13-06-2009 Hitnotering: (Week 3 t/m 7) 25-07-2009 t/m 22-08-2009 Hitnotering: (Week 8 t/m 9) 05-09-2009 t/m 12-09-2009 Hitnotering: (Week 10 t/m 13) 03-10-2009 t/m 24-10-2009 | Hitnotering: (Week 1 t/m 2) 06-06-2009 t/m 13-06-2009 Hitnotering: (Week 3 t/m 7) 25-07-2009 t/m 22-08-2009 Hitnotering: (Week 8 t/m 9) 05-09-2009 t/m 12-09-2009 Hitnotering: (Week 10 t/m 13) 03-10-2009 t/m 24-10-2009 | Hitnotering: (Week 1 t/m 2) 06-06-2009 t/m 13-06-2009 Hitnotering: (Week 3 t/m 7) 25-07-2009 t/m 22-08-2009 Hitnotering: (Week 8 t/m 9) 05-09-2009 t/m 12-09-2009 Hitnotering: (Week 10 t/m 13) 03-10-2009 t/m 24-10-2009 | Hitnotering: (Week 1 t/m 2) 06-06-2009 t/m 13-06-2009 Hitnotering: (Week 3 t/m 7) 25-07-2009 t/m 22-08-2009 Hitnotering: (Week 8 t/m 9) 05-09-2009 t/m 12-09-2009 Hitnotering: (Week 10 t/m 13) 03-10-2009 t/m 24-10-2009 |
| Week: | 1 | 2 | | 3 | 4 | 5 | 6 | 7 | | 8 | 9 | | 10 | 11 | 12 | 13 | |
| --- | --- | --- | --- | --- | --- | --- | --- | --- | --- | --- | --- | --- | --- | --- | --- | --- | --- |
| Positie: | 88 | 91 | uit | 100 | 91 | 89 | 83 | 82 | uit | 79 | 88 | uit | 95 | 71 | 57 | 75 | uit |